# Tauchermädchen

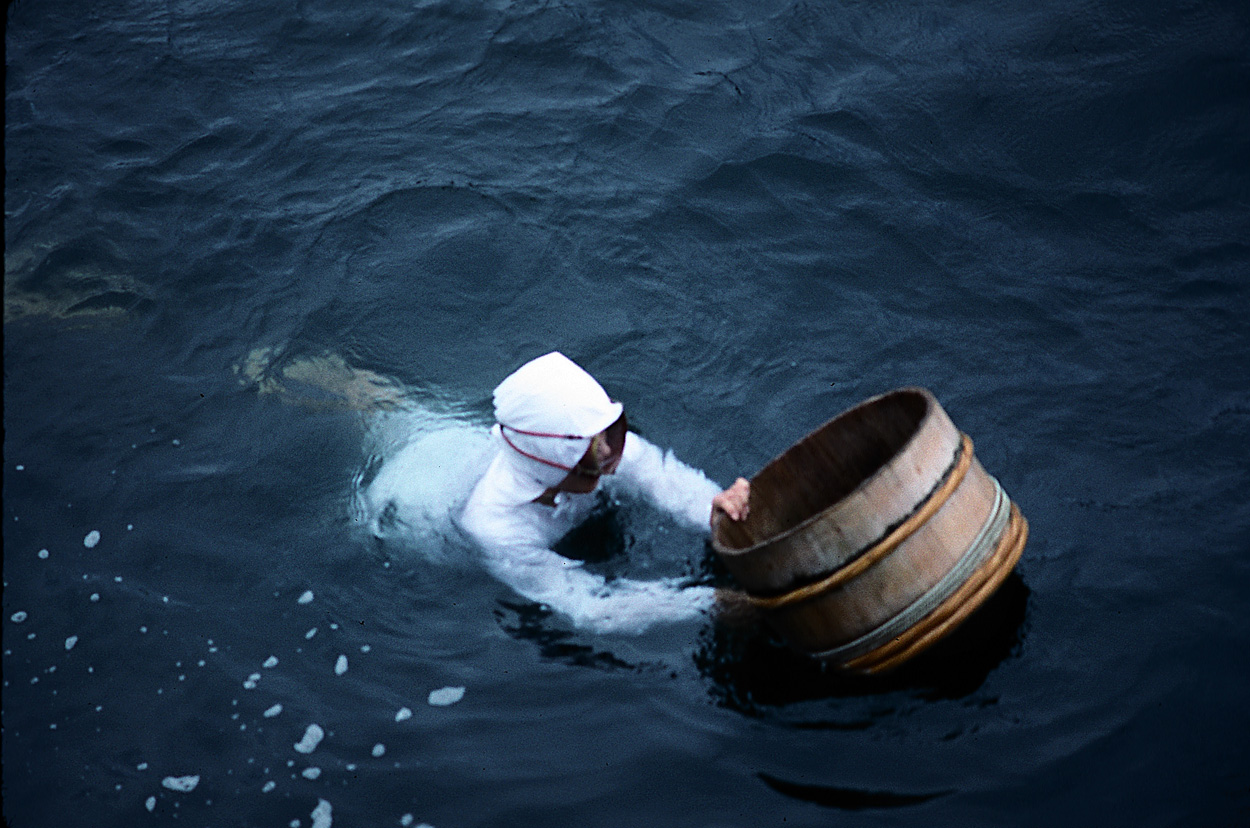
Ama (Perlentaucherin) bei der Arbeit

Tauchermädchen ist ein US-amerikanischer Dokumentar-Kurzfilm von Ben Sharpsteen aus dem Jahr 1958, der bei den 31. Academy Awards 1959 mit einem Oscar ausgezeichnet wurde.

## Inhalt
Der Film gewährt einen Blick auf den Tagesablauf der Bewohner eines japanischen Fischerdorfes. Jeder der Einwohner ist auf die eine oder andere Weise mit dem Meer und dem, was es bietet, verbunden. Der besondere Augenmerk gilt den sogenannten Ama Girls, das sind junge sportliche Mädchen, die bis zu 60 Fuß tief tauchen auf der Suche nach Perlen, ausgesuchtem Seegras, Meeresschnecken, Seeigeln, Algen, Meeresschnecken und insbesondere den kostbaren Seeohren, einer in Japan begehrten Delikatesse, zudem enthalten die Haliotis-Arten bizarr geformte Perlen, die blau, grün, grau oder bronzefarben schimmern. Die Tauchgänge erstrecken sich über die Fangsaison von März bis September. Gezeigt wird auch, wie die Mädchen trainieren, um ihre Aufgabe bewältigen zu können, wie wichtig Teamarbeit ist und wie viel Ausdauer benötigt wird, um die Früchte des Meeres ernten zu können.
Gezeigt wird auch, wie sich das häusliche Leben in dem Fischerdorf gestaltet, und wie eng der Zusammenhalt im Dorf nicht nur bei der Verarbeitung des Sardinenfangs ist.

## Produktion, Veröffentlichung
Es handelt sich um eine Walt Disney Produktion, vertrieben von der Buena Vista Film-Distribution Company. Der Film ist Teil von Walt Disneys Dokumentarfilmreihe Land und Leute.
Tauchermädchen hatte am 9. Juli 1958 Premiere in den USA. In Schweden wurde er am 21. März 1960 veröffentlicht und in Dänemark unter dem Titel Hverdag i Japan am 27. April 1960. Der Film ist auch bekannt unter dem Titel Japan Harvests the Sea.

## Auszeichnung
Ben Sharpsteen wurde auf der Oscarverleihung 1959 mit seinem Film in der Kategorie „Bester Dokumentar-Kurzfilm“ mit einem Oscar ausgezeichnet. Die Auszeichnung nahm James Algar für ihn entgegen. Sharpsteen wurde an diesem Abend auch für seinen Dokumentar-Langfilm Weiße Wildnis mit einem Oscar bedacht.
Ama Girls
Foto: Fosco Maraini, 1954

Link zum Bild